# Ubieranie do snu
Ubieranie do snu – szósty album w karierze muzycznej Marcina Rozynka i zarazem czwarta solowa płyta artysty. Ubieranie do snu to parafraza tytułu wiersza Stanisława Grochowiaka Rozbieranie do snu.
Muzykę i teksty piosenek, które znalazły się na albumie, napisał, jak dla każdej dotychczasowej płyty, Marcin Rozynek. Tym razem artysta również całkowicie samodzielnie nagrał wszystkie partie instrumentów. Wyjątkiem jest piosenka "Mexyk", w której na gitarze zagrał Marcin Samarzewski, na gitarze basowej Arkadiusz Lisowski, a na perkusji Mariusz Łuczak. Wszystkie utwory oprócz piosenki "Pierwsze strony gazet" zmiksował Tomasz Bonarowski.
Nagrania dotarły do 47. miejsca listy OLiS.

## Lista utworów
1. "Ubieranie do snu (Naukowcy zaskoczeni gigantycznym obszarem pozbawionym energii)" – 3:45
2. "Tok Music - Utwór nagrany ze Steve'em Barneyem" – 5:29
3. "Make Love Not Pis" – 4:26
4. "Piano" – 4:21
5. "Z kolekcji Wiosna 2009" – 3:38
6. "Western Digital" – 3:27
7. "Pierwsze strony gazet" – 3:40
8. "Masterfood" – 4:50
9. "Mexyk" – 4:05
10. "Nigdy nie patrz w dół" – 3:30
11. "Last minute - Filipowi na wieki" – 4:04